# 케텐크라트
2번 특수목적차량 케텐크라트 HK 101(Sd.Kfz.2 Kettenkrad HK 101)은 제2차 세계 대전 때에 독일에서 수송, 견인등을 목적으로 제작된 무한 궤도를 트랙을 복좌로 장치한 소형트랙터이다. 케텐크라트는 제2차 세계 대전 종전시까지 도합 8345대가 제작되었다.
본래 케텐크라트는 공수부대를 위한 트랙터로 개발되었다. Ju 52 수송기로 운송이 가능하도록 계획되었으며 케텐크라트의 차체는 전반부가 오토바이 형태이고 후반부는 비교적 가벼운 트랙터 복좌형태로 제작되었다.
동부전선의 진흙탕에서 높은 수송력으로 탁월한 능력을 발휘하면서 널리 이용되기 시작하여 대전 말에는 항공기 견인에도 사용되었다. 또한 케텐크라트는 24°의 경사도도 오를수 있다.

## 같이 보기
- 나치 독일의 특수목적차량 목록